# Maria Amedea Pelle
Maria Amedea Pelle (Milano, 29 agosto 1946) è un'ex cestista italiana.

## Carriera
Con l'Italia ha disputato i mondiali 1967 e i Campionati europei del 1970.